# エセックス駅 (モンタナ州)
エセックス駅（英語:  Essex station）はアメリカ合衆国モンタナ州エセックス アイザック・ウォルトン・イン・ロード290にある駅。 全米各地を結ぶ旅客鉄道のアムトラックが乗り入れている。

## 概要
当駅にはグレート・ノーザン鉄道のヤードがあった。歴史的なアイザック・ウォルトン・インは、1939年に駅近隣に建設された。2010年に約416,000ドルをかけ長さ約58mの温水融雪システムが整備されたコンクリート製プラットホーム、手すり、照明、標識が設置された。

## 利用可能な鉄道路線／列車
アムトラックの停車する列車は下記の通り。
シカゴとシアトル / ポートランド間の夜行長距離列車エンパイア・ビルダー … 1往復/日 発着
※当駅にはシカゴ - シアトル間、シカゴ - ポートランド間の編成とも停車。ワシントン州のスポケーン駅にて連結および切り離しを行う。